# Sommer-Paralympics 2012/Tischtennis
Bei den Sommer-Paralympics 2012 in London wurden in insgesamt 29 Wettbewerben im Tischtennis Medaillen vergeben. Die Entscheidungen fielen vom 30. August bis zum 8. September 2012 im Exhibition Centre London. Es finden bereits seit den Sommer-Paralympics 1960 in Rom Tischtennis-Wettbewerbe statt.

## Startklassen
Sportler werden je nach Grad der Beeinträchtigung in Startklassen eingeteilt, um im Wettbewerb Chancengleichheit sicherzustellen. Es wird in elf Klassen beim Tischtennis unterschieden. Die Klassen TT 1 bis TT 5 starten im Rollstuhl, die Klassen TT 6 bis TT 11 im Stehen. Niedrige Klassenziffern zeigen (bis auf TT 11) einen höheren Grad an Behinderung an als hohe Klassenziffern.

## Spielmodus
Im Einzel- und Mannschaftswettbewerb werden verschiedene Klassen bei den Frauen und Herren zusammengefasst. Es gibt elf Wettbewerbe im Einzel bei den Männern und 10 bei den Frauen. Im Mannschaftswettbewerb werden fünf Wettbewerbe bei den Männern und drei bei den Frauen ausgespielt. In den mannschaftswettbewerben werden Sportler mehrerer Startklassen in einer Mannschaft zusammengefasst.
Einzelwettbewerb
Die Einzelwettbewerbe starten zunächst mit einer Gruppenphase, in der jeder gegen jeden spielt. Anschließend kommen die Gewinner jeder Gruppe weiter und spielen im K.-o.-System gegeneinander. Es werden drei Gewinnsätze pro Begegnung gespielt.
Mannschaftswettbewerb
Im Mannschaftswettbewerb wird im K.-o.-System gespielt. Dabei starten die Mannschaften in Abhängigkeit von der Anzahl teilnehmender Nationen im Achtel- bzw. Viertelfinale.
Um eine Begegnung zu gewinnen, muss eine Mannschaft drei Spiele siegreich beenden. Eine Begegnung besteht aus mindestens zwei Einzeln und einem Doppel. Sollte nach diesen drei Spielen noch keine Entscheidung gefallen sein, werden ein oder zwei zusätzliche Einzel gespielt, bis eine Mannschaft drei Spiele gewonnen hat. Es werden drei Gewinnsätze pro Spiele gespielt.

## Ergebnisse

### Männer
| Wettbewerb         | Gold                                              | Silber                                                             | Bronze                                                            |
| ------------------ | ------------------------------------------------- | ------------------------------------------------------------------ | ----------------------------------------------------------------- |
| Einzel TT 1        | DEU Holger Nikelis                                | FRA Jean-François Ducay                                            | GBR Paul Davies                                                   |
| Einzel TT 2        | SLO Ján Riapoš                                    | KOR Kyung-Mook Kim                                                 | FRA Fabien Lamirault                                              |
| Einzel TT 3        | CHN Feng Panfeng                                  | SRB Zlatko Kesler                                                  | DEU Thomas Schmidberger                                           |
| Einzel TT 4        | KOR Kim Young-Gun                                 | CHN Zhang Yan                                                      | EGY Sameh Saleh                                                   |
| Einzel TT 5        | NOR Tommy Urhaug                                  | CHN Cao Ningning                                                   | KOR Eun-Chang Jung                                                |
| Einzel TT 6        | THA Rungroj Thainiyom                             | ESP Alvaro Valera Munoz Vargas                                     | DEN Peter Rosenmeier                                              |
| Einzel TT 7        | DEU Jochen Wollmert                               | GBR Will Bayley                                                    | UKR Mykhaylo Popov                                                |
| Einzel TT 8        | CHN Zhao Shuai                                    | SVK Richard Csejtey                                                | SWE Emil Andersson                                                |
| Einzel TT 9        | CHN Ma Lin                                        | AUT Stanislaw Fraczyk                                              | NED Gerben Last                                                   |
| Einzel TT 10       | POL Patryk Chojnowski                             | CHN Ge Yang                                                        | INA David Jacobs                                                  |
| Einzel TT 11       | HUN Péter Pálos                                   | KOR Byung-Jun Song                                                 | FRA Pascal Pereira-Leal                                           |
| Mannschaft TT 1-2  | SVK Ján Riapoš Martin Ludrovský Rastislav Revúcky | FRA Vincent Boury Fabien Lamirault Stephane Molliens               | KOR Kim Kong Yong Kim Min Gyu Kim Kyung Mook Lee Chang Ho         |
| Mannschaft TT 3    | CHN Feng Panfeng Zhao Ping Yanming Gao            | DEU Thomas Schmidberger Jan Guertler Thomas Brüchle Holger Nikelis | FRA Yann Guilhem Florian Merrien Jean-Philippe Robin              |
| Mannschaft TT 4-5  | CHN Ningning Cao Zhang Yan Xingyuan Guo           | KOR Jung Eun Chang Kim Young Gun Choi Il Sang Kim Jung Gil         | FRA Maxime Thomas Gregory Rosec Nicolas Savant-Aira Èmeric Martin |
| Mannschaft TT 6-8  | POL Piotr Grudzień Marcyn Skrzynecki              | ESP Álvaro Valera Jordi Morales                                    | GBR Ross Wilson Will Bayley Aaron McKibbin                        |
| Mannschaft TT 9-10 | CHN Ma Lin Lian Hao Lu Xiaolei Ge Yang            | POL Patryk Chojnowski Sebastian Powroźniak                         | ESP Jorge Cardona Marquez José Manuel Ruiz Reyes                  |

### Frauen
| Wettbewerb         | Gold                                     | Silber                                        | Bronze                                                              |
| ------------------ | ---------------------------------------- | --------------------------------------------- | ------------------------------------------------------------------- |
| Einzel TT 1-2      | CHN Liu Jing                             | ITA Pamela Pezzutto                           | FRA Isabelle Lafaye-Marziou                                         |
| Einzel TT 3        | SWE Anna-Carin Ahlquist                  | AUT Doris Mader                               | SVK Alena Kánová                                                    |
| Einzel TT 4        | CHN Zhou Ying                            | SRB Borislava Perić-Ranković                  | KOR Sung-Hye Moon                                                   |
| Einzel TT 5        | CHN Bian Zhang                           | CHN Gai Gu                                    | SWE Ingela Lundbäck                                                 |
| Einzel TT 6        | RUS Raisa Chebanika                      | UKR Antonina Khodzynska                       | UKR Yuliya Klymenko                                                 |
| Einzel TT 7        | NED Kelly van Zon                        | RUS Yulia Ovsyannikova                        | UKR Viktoriia Safonova                                              |
| Einzel TT 8        | CHN Mao Jingdian                         | FRA Tou Kamkasomphou                          | SWE Josefin Abrahamsson                                             |
| Einzel TT 9        | CHN Lei Lina                             | TUR Neslihan Kavas                            | CHN Liu Meili                                                       |
| Einzel TT 10       | POL Natalia Partyka                      | CHN Yang Qian                                 | CHN Lei Fan                                                         |
| Einzel TT 11       | HKG Wong Ka Man                          | HKG Yeung Chi Ka                              | RUS Anzhelika Kosacheva                                             |
| Mannschaft TT 1-3  | CHN Liu Jing Li Qian                     | KOR Cho Kyung Hee Choi Hyun Ja Jung Sang Sook | GBR Jane Campbell Sara Head                                         |
| Mannschaft TT 4-5  | CHN Zhang Bian Gu Gai Zhou Ying          | SWE Anna-Carin Ahlquist Ingela Lundbäck       | KOR Jung Ji Nam Jung Young-A Moon Sung Hye                          |
| Mannschaft TT 6-10 | CHN Fan Lei Lei Lina Liu Meili Yang Qian | TUR Ümran Ertiş Neslihan Kavas Kübra Öçsoy    | POL Alicja Eigner Malgorzata Jankowska Natalia Partyka Karolina Pek |

## Medaillenspiegel Tischtennis
| Medaillenspiegel Tischtennis | Medaillenspiegel Tischtennis | Medaillenspiegel Tischtennis | Medaillenspiegel Tischtennis | Medaillenspiegel Tischtennis | Medaillenspiegel Tischtennis |
| Platz                        | Land                         | Goldmedaille – Olympiasieger | Silbermedaille – 2. Platz    | Bronzemedaille – 3. Platz    | Gesamt                       |
| ---------------------------- | ---------------------------- | ---------------------------- | ---------------------------- | ---------------------------- | ---------------------------- |
| 1                            | VR China                     | 14                           | 5                            | 2                            | 21                           |
| 2                            | Polen                        | 2                            | 1                            | 1                            | 4                            |
| 3                            | Slowenien                    | 2                            | 1                            | 1                            | 4                            |
| 4                            | Deutschland                  | 2                            | -                            | 1                            | 3                            |
| 4                            | Südkorea                     | 1                            | 4                            | 3                            | 8                            |
| 6                            | Schweden                     | 1                            | 1                            | 3                            | 5                            |
| 7                            | Hongkong                     | 1                            | 1                            | -                            | 2                            |
| 8                            | Niederlande                  | 1                            | -                            | 1                            | 2                            |
| 9                            | Ungarn                       | 1                            | -                            | -                            | 1                            |
| 9                            | Norwegen                     | 1                            | -                            | -                            | 1                            |
| 9                            | Thailand                     | 1                            | -                            | -                            | 1                            |
| 12                           | Frankreich                   | -                            | 2                            | 5                            | 7                            |
| 12                           | Spanien                      | -                            | 2                            | 1                            | 3                            |
| 13                           | Serbien                      | -                            | 2                            | -                            | 2                            |
| 13                           | Türkei                       | -                            | 2                            | -                            | 2                            |
| 16                           | Vereinigtes Königreich       | -                            | 1                            | 2                            | 3                            |
| 17                           | Russland                     | -                            | 1                            | 1                            | 2                            |
| 18                           | Italien                      | -                            | 1                            | -                            | 1                            |
| 19                           | Ukraine                      | -                            | -                            | 2                            | 2                            |
| 20                           | Dänemark                     | -                            | -                            | 1                            | 1                            |
| 20                           | Ägypten                      | -                            | -                            | 1                            | 1                            |
| 20                           | Indonesien                   | -                            | -                            | 1                            | 1                            |